# Världscupen i alpin skidåkning 1990/1991
Världscupen i alpin skidåkning 1990/1991 startades den 1 december 1990 i Valloire för damerna. Herrarna började i Mount Hutt, Nya Zeeland redan i mitten av augusti 1990, sedan följde ett långt uppehåll till början av december 1990, då damerna drog igång. Säsongen avslutades den 24 mars 1991 i Waterville Valley. Vinnare av totala världscupen blev Petra Kronberger och Marc Girardelli.

## Tävlingskalender

### Herrar

#### Störtlopp
| Datum            | Ort                               | Etta                       | Tvåa                                             | Trea                          |
| ---------------- | --------------------------------- | -------------------------- | ------------------------------------------------ | ----------------------------- |
| 9 december 1990  | Val d’Isère (Frankrike)           | Leonhard Stock (Österrike) | Franz Heinzer (Schweiz)                          | Peter Wirnsberger (Österrike) |
| 14 december 1990 | Val Gardena (Italien)             | Franz Heinzer (Schweiz)    | Berni Huber (Tyskland)                           | Atle Skårdal (Norge)          |
| 15 december 1990 | Val Gardena (Italien)             | Atle Skårdal (Norge)       | Rob Boyd (Kanada)                                | Luc Alphand (Frankrike)       |
| 5 januari 1991   | Garmisch-Partenkirchen (Tyskland) | Daniel Mahrer (Schweiz)    | Atle Skårdal (Norge) Hannes Zehentner (Tyskland) |                               |
| 12 januari 1991  | Kitzbühel (Österrike)             | Franz Heinzer (Schweiz)    | Peter Runggaldier (Italien)                      | Rob Boyd (Kanada)             |
| 8 mars 1991      | Aspen (USA)                       | Franz Heinzer (Schweiz)    | Atle Skårdal (Norge)                             | Helmut Höflehner (Österrike)  |
| 15 mars 1991     | Lake Louise (Kanada)              | Atle Skårdal (Norge)       | Franz Heinzer (Schweiz)                          | Helmut Höflehner (Österrike)  |
| 16 mars 1991     | Lake Louise (Kanada)              | Franz Heinzer (Schweiz)    | Atle Skårdal (Norge)                             | Patrick Ortlieb (Österrike)   |

#### Super-G
| Datum           | Ort                               | Etta                       | Tvåa                     | Trea                           |
| --------------- | --------------------------------- | -------------------------- | ------------------------ | ------------------------------ |
| 2 december 1990 | Valloire (Frankrike)              | Franck Piccard (Frankrike) | Franz Heinzer (Schweiz)  | Stephan Eberharter (Österrike) |
| 6 januari 1991  | Garmisch-Partenkirchen (Tyskland) | Günther Mader (Österrike)  | Franz Heinzer (Schweiz)  | Marc Girardelli (Luxemburg)    |
| 17 mars 1991    | Lake Louise (Kanada)              | Markus Wasmeier (Tyskland) | Patrick Holzer (Italien) | Stephan Eberharter (Österrike) |

#### Storslalom
| Datum            | Ort                         | Etta                        | Tvåa                          | Trea                           |
| ---------------- | --------------------------- | --------------------------- | ----------------------------- | ------------------------------ |
| 9 augusti 1990   | Mount Hutt (Nya Zeeland)    | Fredrik Nyberg (Sverige)    | Lasse Kjus (Norge)            | Franck Piccard (Frankrike)     |
| 16 december 1990 | Alta Badia (Italien)        | Alberto Tomba (Italien)     | Urs Kälin (Schweiz)           | Marc Girardelli (Luxemburg)    |
| 21 december 1990 | Kranjska Gora (Jugoslavien) | Alberto Tomba (Italien)     | Urs Kälin (Schweiz)           | Marc Girardelli (Luxemburg)    |
| 15 januari 1991  | Adelboden (Schweiz)         | Marc Girardelli (Luxemburg) | Alberto Tomba (Italien)       | Rudolf Nierlich (Österrike)    |
| 1 mars 1991      | Lillehammer (Norge)         | Alberto Tomba (Italien)     | Rudolf Nierlich (Österrike)   | Stephan Eberharter (Österrike) |
| 9 mars 1991      | Aspen (USA)                 | Alberto Tomba (Italien)     | Rudolf Nierlich (Österrike)   | Marc Girardelli (Luxemburg)    |
| 21 mars 1991     | Waterville Valley (USA)     | Alberto Tomba (Italien)     | Ole Kristian Furuseth (Norge) | Rudolf Nierlich (Österrike)    |

#### Slalom
| Datum            | Ort                            | Etta                          | Tvåa                                                | Trea                             |
| ---------------- | ------------------------------ | ----------------------------- | --------------------------------------------------- | -------------------------------- |
| 8 augusti 1990   | Mount Hutt (Nya Zeeland)       | Peter Roth (Tyskland)         | Michael Tritscher (Österrike)                       | Alberto Tomba (Italien)          |
| 11 december 1990 | Sestriere (Italien)            | Alberto Tomba (Italien)       | Ole Kristian Furuseth (Norge)                       | Rudolf Nierlich (Österrike)      |
| 18 december 1990 | Madonna di Campiglio (Italien) | Ole Kristian Furuseth (Norge) | Thomas Fogdö (Sverige)                              | Marc Girardelli (Luxemburg)      |
| 22 december 1990 | Kranjska Gora (Jugoslavien)    | Ole Kristian Furuseth (Norge) | Thomas Fogdö (Sverige)                              | Thomas Stangassinger (Österrike) |
| 13 januari 1991  | Kitzbühel (Österrike)          | Marc Girardelli (Luxemburg)   | Ole Kristian Furuseth (Norge)                       | Rudolf Nierlich (Österrike)      |
| 26 februari 1991 | Oppdal (Norge)                 | Rudolf Nierlich (Österrike)   | Paul Accola (Schweiz)                               | Marc Girardelli (Luxemburg)      |
| 2 mars 1991      | Lillehammer (Norge)            | Michael Tritscher (Österrike) | Thomas Stangassinger (Österrike)                    | Paul Accola (Schweiz)            |
| 10 mars 1991     | Aspen (USA)                    | Rudolf Nierlich (Österrike)   | Thomas Fogdö (Sverige)                              | Fabio De Crignis (Italien)       |
| 23 mars 1991     | Waterville Valley (USA)        | Thomas Fogdö (Sverige)        | Rudolf Nierlich (Österrike) Alberto Tomba (Italien) |                                  |

#### Alpin kombination
| Datum              | Ort                   | Etta                        | Tvåa               | Trea                      |
| ------------------ | --------------------- | --------------------------- | ------------------ | ------------------------- |
| 12-13 januari 1991 | Kitzbühel (Österrike) | Marc Girardelli (Luxemburg) | Lasse Kjus (Norge) | Günther Mader (Österrike) |

### Damer

#### Störtlopp
| Datum            | Ort                               | Etta                           | Tvåa                         | Trea                           |
| ---------------- | --------------------------------- | ------------------------------ | ---------------------------- | ------------------------------ |
| 8 december 1990  | Altenmarkt (Österrike)            | Katharina Gutensohn (Tyskland) | Petra Kronberger (Österrike) | Kerrin Lee-Gartner (Kanada)    |
| 21 december 1990 | Morzine (Frankrike)               | Petra Kronberger (Österrike)   | Chantal Bournissen (Schweiz) | Sovjetunionen (Sovjetunionen)  |
| 5 januari 1991   | Bad Kleinkirchheim (Österrike)    | Katharina Gutensohn (Tyskland) | Sabine Ginther (Österrike)   | Chantal Bournissen (Schweiz)   |
| 18 januari 1991  | Méribel (Frankrike)               | Petra Kronberger (Österrike)   | Carole Merle (Frankrike)     | Veronika Wallinger (Österrike) |
| 8 februari 1991  | Garmisch-Partenkirchen (Tyskland) | Chantal Bournissen (Schweiz)   | Carole Merle (Frankrike)     | Veronika Wallinger (Österrike) |
| 24 februari 1991 | Furano (Japan)                    | Anja Haas (Österrike)          | Chantal Bournissen (Schweiz) | Sovjetunionen (Sovjetunionen)  |
| 9 mars 1991      | Lake Louise (Kanada)              | Sabine Ginther (Österrike)     | Chantal Bournissen (Schweiz) | Sovjetunionen (Sovjetunionen)  |
| 15 mars 1991     | Vail (USA)                        | Sabine Ginther (Österrike)     | Lucie Laroche (Kanada)       | Chantal Bournissen (Schweiz)   |
| 16 mars 1991     | Vail (USA)                        | Chantal Bournissen (Schweiz)   | Anja Haas (Österrike)        | Sabine Ginther (Österrike)     |

#### Super-G
| Datum            | Ort                               | Etta                         | Tvåa                         | Trea                       |
| ---------------- | --------------------------------- | ---------------------------- | ---------------------------- | -------------------------- |
| 9 december 1990  | Altenmarkt (Österrike)            | Petra Kronberger (Österrike) | Sigrid Wolf (Österrike)      | Anita Wachter (Österrike)  |
| 15 december 1990 | Hasliberg (Schweiz)               | Chantal Bournissen (Schweiz) | Petra Kronberger (Österrike) | Lucie Laroche (Kanada)     |
| 20 januari 1991  | Méribel (Frankrike)               | Petra Kronberger (Österrike) | Michaela Gerg (Tyskland)     | Carole Merle (Frankrike)   |
| 7 februari 1991  | Garmisch-Partenkirchen (Tyskland) | Carole Merle (Frankrike)     | Karin Dedler (Tyskland)      | Michaela Gerg (Tyskland)   |
| 24 februari 1991 | Furano (Japan)                    | Carole Merle (Frankrike)     | Edith Thys (USA)             | Sabine Ginther (Österrike) |

#### Storslalom
| Datum           | Ort                         | Etta                         | Tvåa                       | Trea                         |
| --------------- | --------------------------- | ---------------------------- | -------------------------- | ---------------------------- |
| 1 december 1990 | Valzoldana (Italien)        | Petra Kronberger (Österrike) | Vreni Schneider (Schweiz)  | Pernilla Wiberg (Sverige)    |
| 11 januari 1991 | Kranjska Gora (Jugoslavien) | Vreni Schneider (Schweiz)    | Nataša Bokal (Jugoslavien) | Petra Kronberger (Österrike) |
| 9 februari 1991 | Zwiesel (Tyskland)          | Anita Wachter (Österrike)    | Eva Twardokens (USA)       | Vreni Schneider (Schweiz)    |
| 10 mars 1991    | Lake Louise (Kanada)        | Pernilla Wiberg (Sverige)    | Vreni Schneider (Schweiz)  | Sylvia Eder (Österrike)      |
| 17 mars 1991    | Vail (USA)                  | Vreni Schneider (Schweiz)    | Julie Lunde Hansen (Norge) | Anita Wachter (Österrike)    |
| 22 mars 1991    | Waterville Valley (USA)     | Julie Parisien (USA)         | Ulrike Maier (Österrike)   | Julie Lunde Hansen (Norge)   |

#### Slalom
| Datum            | Ort                            | Etta                             | Tvåa                           | Trea                             |
| ---------------- | ------------------------------ | -------------------------------- | ------------------------------ | -------------------------------- |
| 2 december 1990  | Valzoldana (Italien)           | Petra Kronberger (Österrike)     | Ingrid Salvenmoser (Österrike) | Patricia Chauvet (Frankrike)     |
| 22 december 1990 | Morzine (Frankrike)            | Blanca Fernández Ochoa (Spanien) | Pernilla Wiberg (Sverige)      | Vreni Schneider (Schweiz)        |
| 6 januari 1991   | Bad Kleinkirchheim (Österrike) | Pernilla Wiberg (Sverige)        | Monika Maierhofer (Österrike)  | Christine von Grünigen (Schweiz) |
| 12 januari 1991  | Kranjska Gora (Jugoslavien)    | Nataša Bokal (Jugoslavien)       | Monika Maierhofer (Österrike)  | Veronika Šarec (Jugoslavien)     |
| 13 januari 1991  | Kranjska Gora (Jugoslavien)    | Petra Kronberger (Österrike)     | Ingrid Salvenmoser (Österrike) | Veronika Šarec (Jugoslavien)     |
| 10 mars 1991     | Lake Louise (Kanada)           | Vreni Schneider (Schweiz)        | Kristina Andersson (Sverige)   | Anita Wachter (Österrike)        |
| 23 mars 1991     | Waterville Valley (USA)        | Pernilla Wiberg (Sverige)        | Vreni Schneider (Schweiz)      | Petra Kronberger (Österrike)     |

#### Alpin kombination
| Datum               | Ort                            | Etta                         | Tvåa                         | Trea                         |
| ------------------- | ------------------------------ | ---------------------------- | ---------------------------- | ---------------------------- |
| 21-22 december 1990 | Morzine (Frankrike)            | Ingrid Stöckl (Österrike)    | Florence Masnada (Frankrike) | Sabine Ginther (Österrike)   |
| 5-6 januari 1991    | Bad Kleinkirchheim (Österrike) | Petra Kronberger (Österrike) | Sabine Ginther (Österrike)   | Florence Masnada (Frankrike) |

## Slutplacering damer
| Placering | Namn                   | Land      | Total Poäng | Störtlopp | Super G | Storslalom | Slalom | Kombination |
| --------- | ---------------------- | --------- | ----------- | --------- | ------- | ---------- | ------ | ----------- |
| 1         | Petra Kronberger       | Österrike | 312         | 90        | 70      | 44         | 83     | 25          |
| 2         | Sabine Ginther         | Österrike | 195         | 122       | 28      | 6          | 4      | 35          |
| 3         | Vreni Schneider        | Schweiz   | 185         | 0         | 0       | 113        | 72     | 0           |
| 4         | Chantal Bournissen     | Schweiz   | 181         | 140       | 30      | 0          | 0      | 11          |
| 5         | Carole Merle           | Frankrike | 176         | 76        | 88      | 12         | 0      | 0           |
| 6         | Anita Wachter          | Österrike | 142         | 0         | 23      | 79         | 28     | 12          |
| 7         | Pernilla Wiberg        | Sverige   | 140         | 0         | 0       | 61         | 79     | 0           |
| 8         | Ingrid Salvenmoser     | Österrike | 103         | 0         | 0       | 28         | 75     | 0           |
| 9         | Michaela Gerg          | Tyskland  | 94          | 23        | 44      | 6          | 0      | 21          |
| 10        | Blanca Fernández-Ochoa | Spanien   | 88          | 0         | 0       | 12         | 76     | 0           |

## Slutplacering herrar
| Placering | Namn                  | Land      | Total Poäng | Störtlopp | Super G | Storslalom | Slalom | Kombination |
| --------- | --------------------- | --------- | ----------- | --------- | ------- | ---------- | ------ | ----------- |
| 1         | Marc Girardelli       | Luxemburg | 242         | 8         | 15      | 84         | 110    | 25          |
| 2         | Alberto Tomba         | Italien   | 222         | 0         | 0       | 152        | 70     | 0           |
| 3         | Rudolf Nierlich       | Österrike | 201         | 0         | 0       | 101        | 100    | 0           |
| 4         | Franz Heinzer         | Schweiz   | 199         | 159       | 40      | 0          | 0      | 0           |
| 5         | Ole Kristian Furuseth | Norge     | 156         | 0         | 10      | 44         | 102    | 0           |
| 6         | Atle Skårdal          | Norge     | 153         | 125       | 28      | 0          | 0      | 0           |
| 7         | Günther Mader         | Österrike | 117         | 5         | 26      | 35         | 36     | 15          |
| 8         | Paul Accola           | Schweiz   | 114         | 0         | 13      | 22         | 67     | 12          |
| 9         | Lasse Kjus            | Norge     | 103         | 5         | 6       | 30         | 42     | 20          |
| 10        | Thomas Fogdö          | Sverige   | 95          | 0         | 0       | 0          | 95     | 0           |